# Квакугрон
Квакугрон (нидерл. Kwakoegron, иногда также Kwakugron) — коммуна и деревня в округе Брокопондо в Суринаме.
На востоке, коммуна Квакугрон граничит с коммунами Мархаллкрек, Клааскрек и Броунсвег, на юго-западе — с округом Сипаливини, а на северо-западе — с округом Пара. Она стоит на реке Сарамакка.

## Население
В 2012 году, согласно данным Центрального бюро по гражданским делам, в Квакугроне жило 263 человека, существенный прирост населения в сравнении со 102 людьми в 2004 году.
Большинство населения состоит из маронов (официально 78 %, но без людей, которые ответили «я не знаю» на вопрос о национальности, — 93 %)